# محسن النواب اللكنوي
السيد محسن نواب بن أحمد الرضوي الهندي اللكنوي (1329 هـ - 1389 هـ). هو رجل دين ومؤلِّف ومترجم شيعي هندي من أهل لكنو، وبها كانت ولادته ونشأته، فقد ولد فيها في الرابع عشر من ربيع الثاني 1329 هـ، وبها ابتدأ بدراساته الحوزويَّة فقد قرأ على جملة من رجال الدين المعروفين في لكنو كناصر حسين الهندي وابن حسن نونهري وصغير حسين وعالم حسين وغيرهم.
وارتحل إلى النجف ليواصل دراساته ويتعمَّق فيها، فدرس فيها هناك على بعض أساتذة الحوزة المعروفين، ومنهم عبد الحسين الرشتي ومحمد جواد التبريزي، ثم ارتقى ليحضر دروس البحث الخارج في الفقه والأصول على محمد حسين النائيني وضياء الدين العراقي وأبو الحسن الأصفهاني.
وقد بدأ أثناء وجوده في النجف على تعريب كتاب عبقات الأنوار في إمامة الأئمة الأطهار لحامد حسين الهندي، وقد عاد إلى بلاده سنة 1364 هـ، وأصدر فيها مجلَّة أسماها مجلة العلم وظلَّ منشغلاً بالوظائف الدينيَّة حتى يوم وفاته في الثاني عشر من جمادى الآخرة 1389 هـ.

## مؤلفاته
ترك اللكنوي عدداً من المؤلَّفات باللغتين العربية والأردوية كما ترجم بعض الكتب من الفارسية إلى العربية، ومنها:
| - الثمرات في تعريب العبقات. تعريب لبعض مجلَّدات الكتاب الفارسي عبقات الأنوار في إمامة الأئمة الأطهار لحامد حسين الهندي، وقد ذكره آغا بزرگ الطهراني بعنوان الثمرات في تلخيص العبقات، وحكى أنَّه «ملخص تمام حديث المدينة والتشبيه والمنزلة وبعض حديث الغدير». - غدیر سی کربلا تک. بالأردويَّة. - محسن انسانيت. بالأردويَّة. - بدعت ماه صيام. بالأردويَّة في الاعتراض على شرعيَّة صلاة التراويح. | - آيينهٔ حقيقت. بالأردويَّة. - الفرق بين المعجزة والسحر. بالعربيَّة. - إرشاد المبتدئ. في النحو والصرف. - ترجمة الشيعة. ترجمة أردويَّة لكتاب الشيعة الذي كتبه محمد صادق صدر الدين الكاظمي رداً على كتاب العروبة في الميزان لعبد الرزاق الحصان. - إثبات الرجعة. تعريب لكتاب إثبات الرجعة الفارسي لمؤلفه محمد رضا الطبسي. |